# 索蒂略德拉里韦拉
索蒂略德拉里韦拉，是西班牙卡斯蒂利亚-莱昂布尔戈斯省的一个市镇。总面积43平方公里，总人口599人（2001年），人口密度14人/平方公里。